# Фен Вел
Фен Вел (фр. Fains-Véel) је насељено место у Француској у региону Лорена, у департману Меза.
По подацима из 2011. године у општини је живело 2240 становника, а густина насељености је износила 122,4 становника/km².

## Демографија
| 1962. | 1968. | 1975. | 1982. | 1990. | 2011. |
| ----- | ----- | ----- | ----- | ----- | ----- |
| 2.552 | 2.606 | 2.588 | 2.513 | 2.447 | 2.240 |